# Kappa point suscrit
Cette page contient des caractères spéciaux ou non latins. S’ils s’affichent mal (▯, ?, etc.), consultez la page d’aide Unicode.
Kappa point suscrit (capitale: Κ̇, minuscule: κ̇) est une lettre additionnelle grecque, utilisée dans l’alphabet grec albanais des Arvanites au XIXe siècle. Il s’agit de la lettre Κ diacritée d’un point suscrit.

## Représentations informatiques
Le kappa point suscrit peut être représente avec les caractères Unicode suivants (grec et copte, diacritiques):
| formes    | représentations | chaînes de caractères | points de code | descriptions                                             |
| --------- | --------------- | --------------------- | -------------- | -------------------------------------------------------- |
| capitale  | Κ̇               | Κ◌̇                    | U+039A U+0307  | lettre majuscule grecque kappa diacritique point suscrit |
| minuscule | κ̇               | κ◌̇                    | U+03BA U+0307  | lettre minuscule grecque kappa diacritique point suscrit |